# Galerie Sciarra
La galerie Sciarra est un passage couvert de Rome dans le quartier de Trevi. Elle est l'un des rares exemples d'architecture Art nouveau (Liberty) de la capitale italienne. 

## Description
Le bâtiment a été construit entre 1885 et 1888, à l'origine comme cour à l'extrémité du palais Sciarra Colonna di Carbognano, dans le cadre des restructurations et des modernisations des services dans le centre de Rome, liée à la construction de la nouvelle capitale,. Il s'agissait ici de relier les différents espaces de la propriété et les activités du prince Maffeo Barberini-Colonna di Sciarra : le siège de la rédaction de la Tribune (et de la dernière Chronique byzantine), jusqu'alors logés à l'arrière du palais Sciarra, et le Teatro Quirino.
Le projet a été confié à l'architecte Giulio De Angelis, particulièrement attentif à l'utilisation de la fonte dans les nouveaux bâtiments.
La partie centrale est remplie d'éléments architecturaux et peinte par Giuseppe Cellini, dans le style Art nouveau, développant le thème iconographique de la « Glorification de la femme », en illustrant les modèles de vertu féminine (Pudeur, Sobriété, Force, Humilité, Prudence, Patience, Bonté, Épouse, Fidélité, Amabilité, Miséricorde),. On y voit également des scènes de la vie quotidienne de la bourgeoisie. La voûte est faite de fer et de verre.
Lors de la restauration effectuée à la fin des années 1970, le bâtiment a été complètement vidé de l'intérieur, et reconstruit en béton armé. Cependant, les peintures et les décorations, ainsi que les structures en fer, ont été sauvegardées.
Dans l'Antiquité, dans la zone occupée par la galerie, se trouvait le Porticus Vipsania, construit par Vipsania Polla, sœur de Marcus Vipsanius Agrippa (qui était propriétaire d'une villa dans les environs).

## Vues

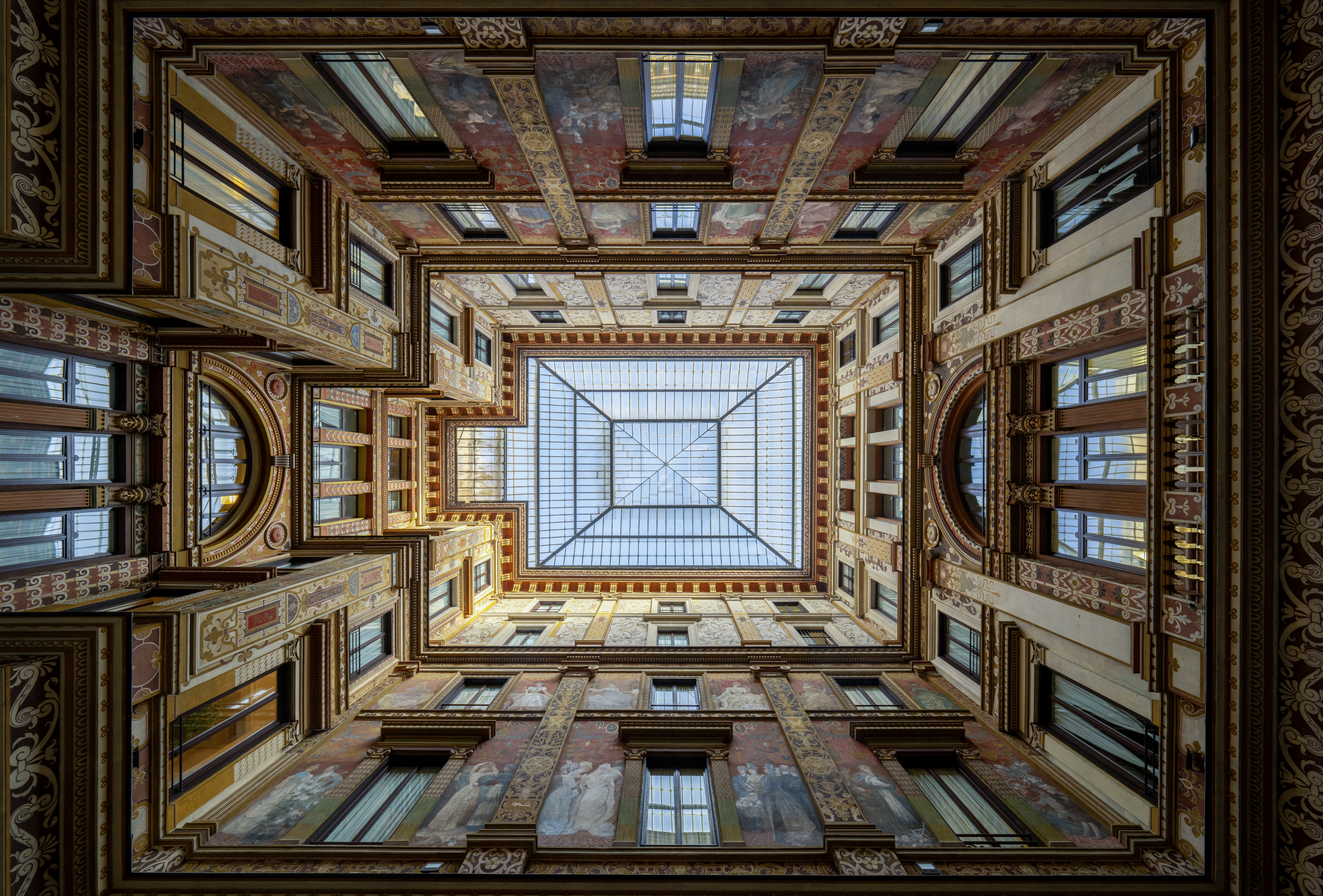
La verrière
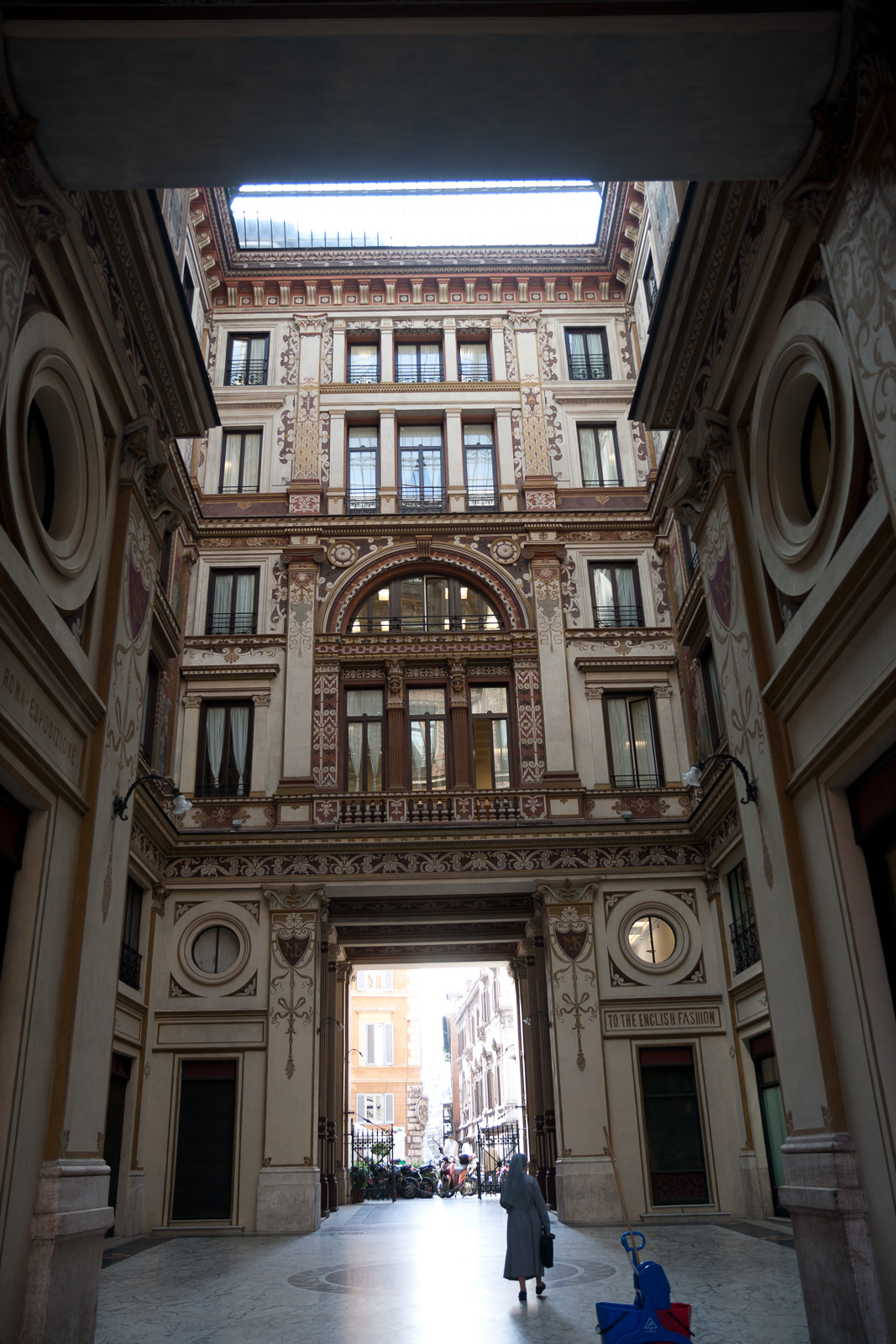
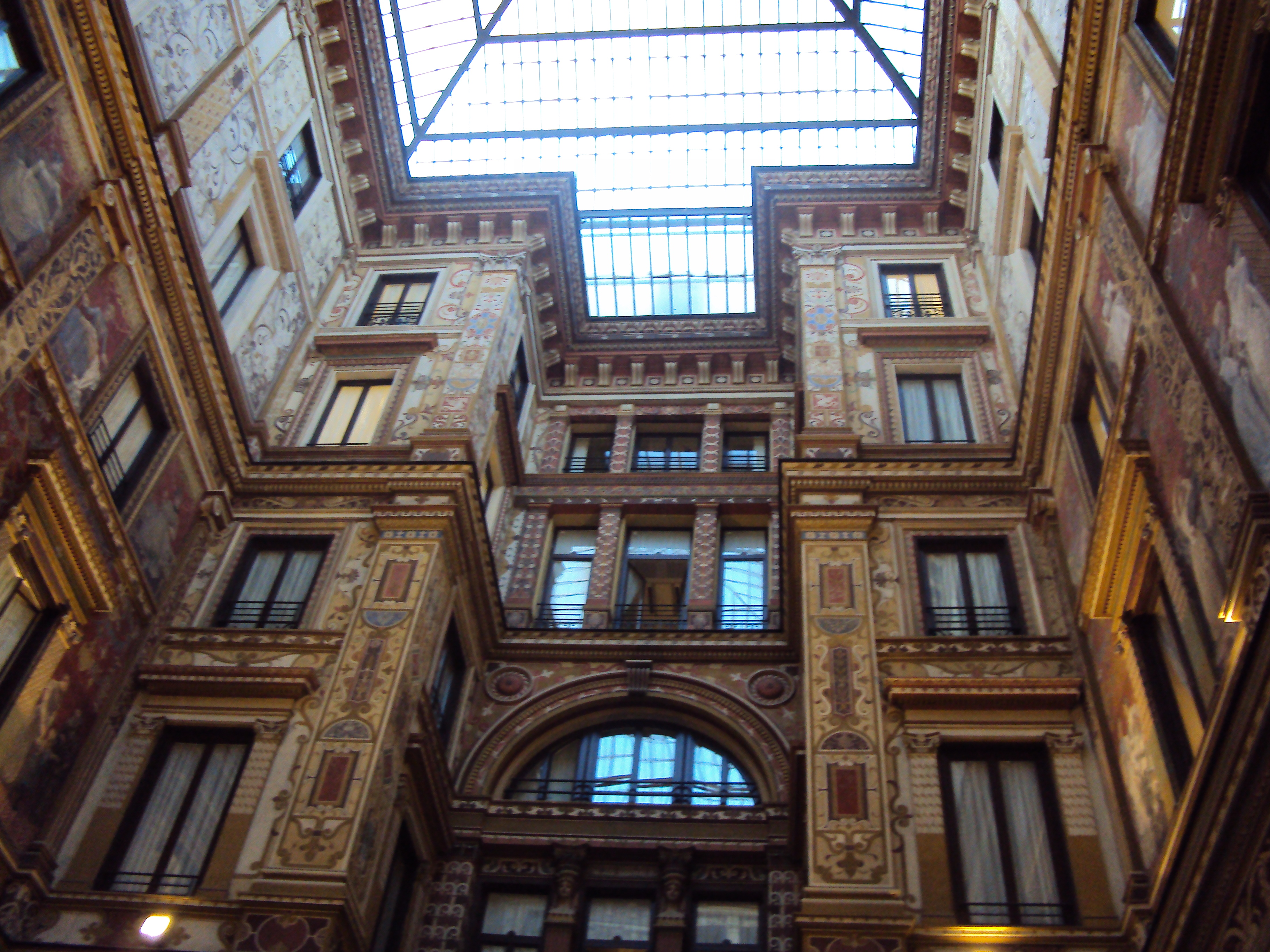
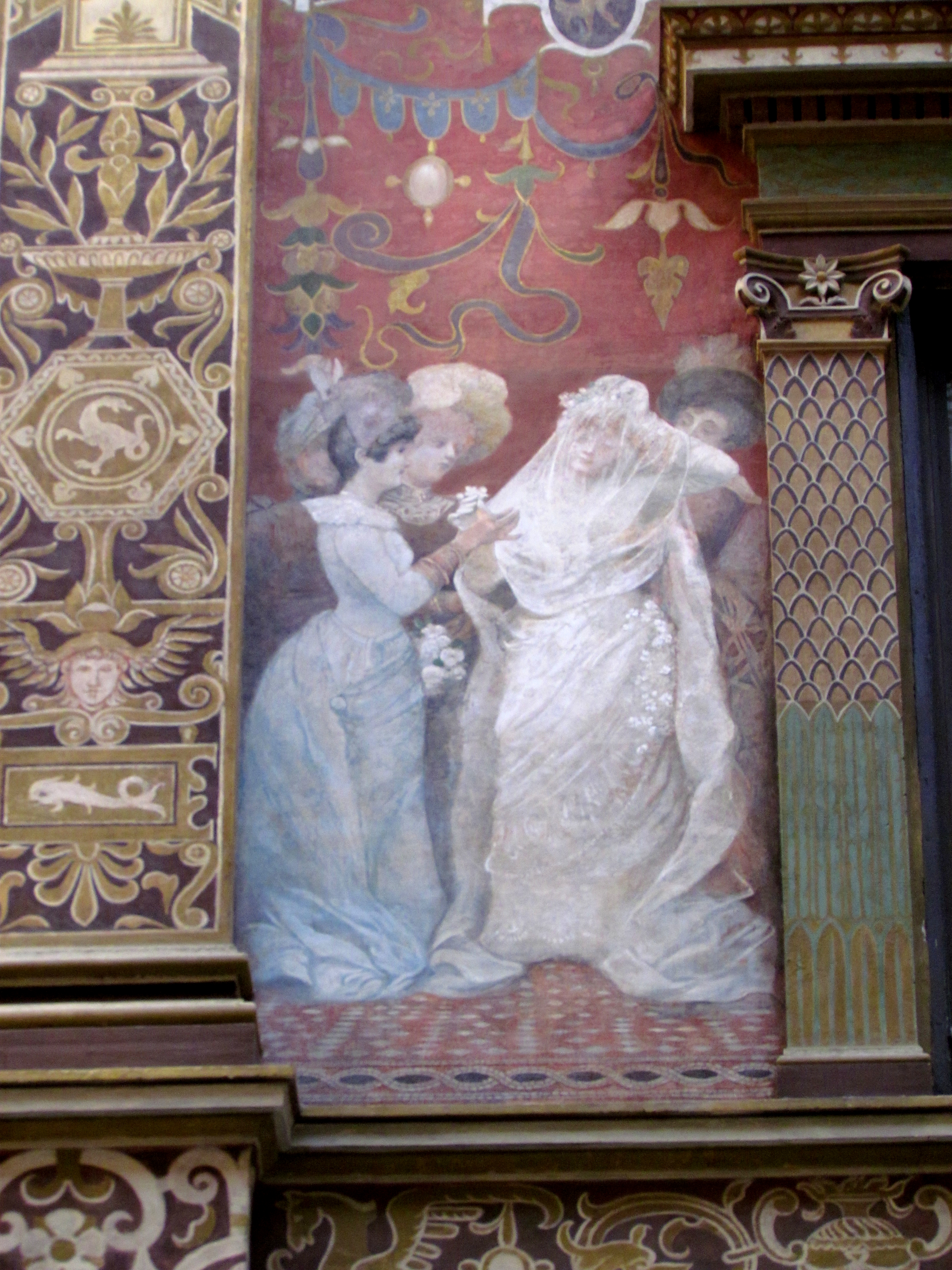
Fresques Art nouveau
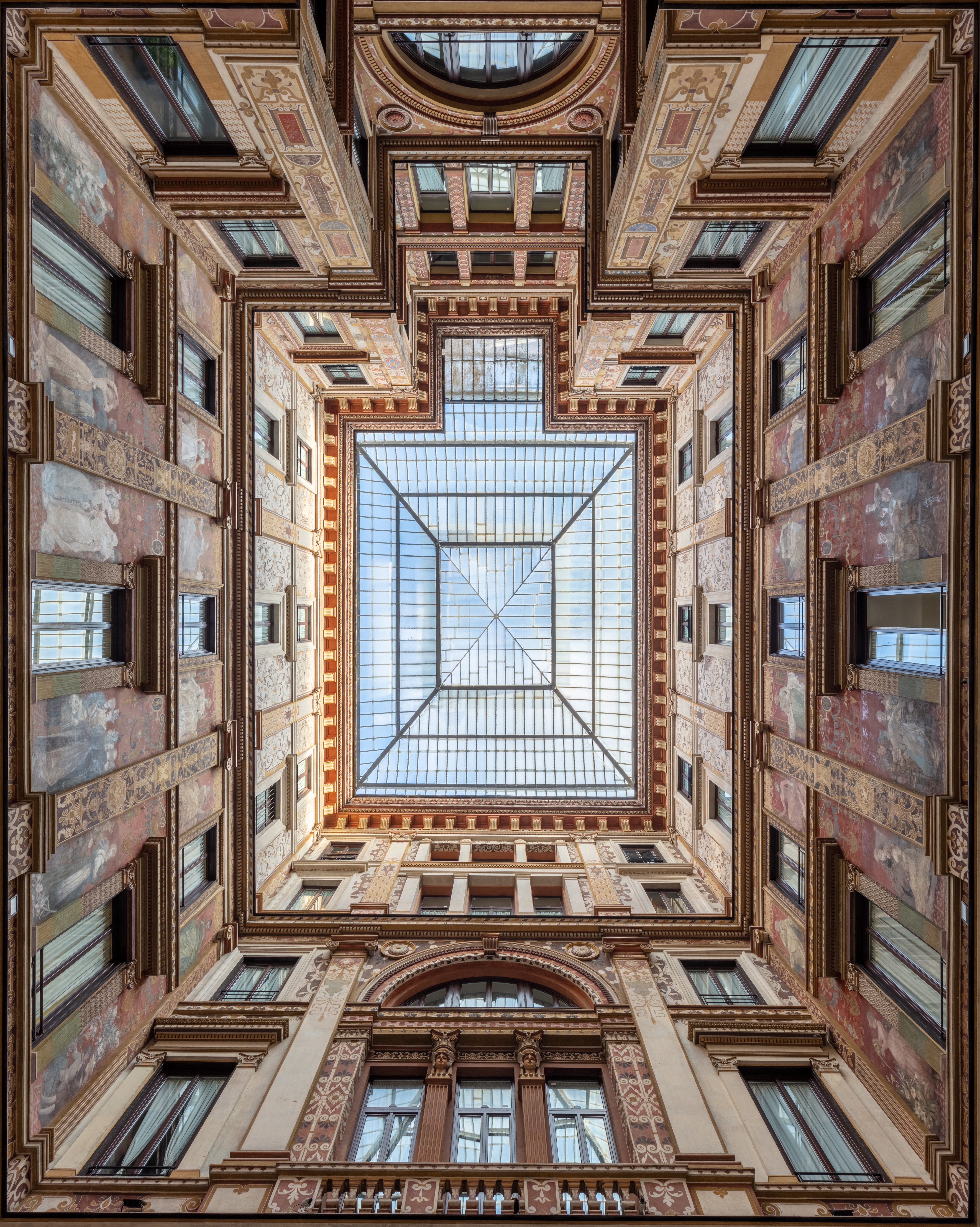
La verrière